# 행등

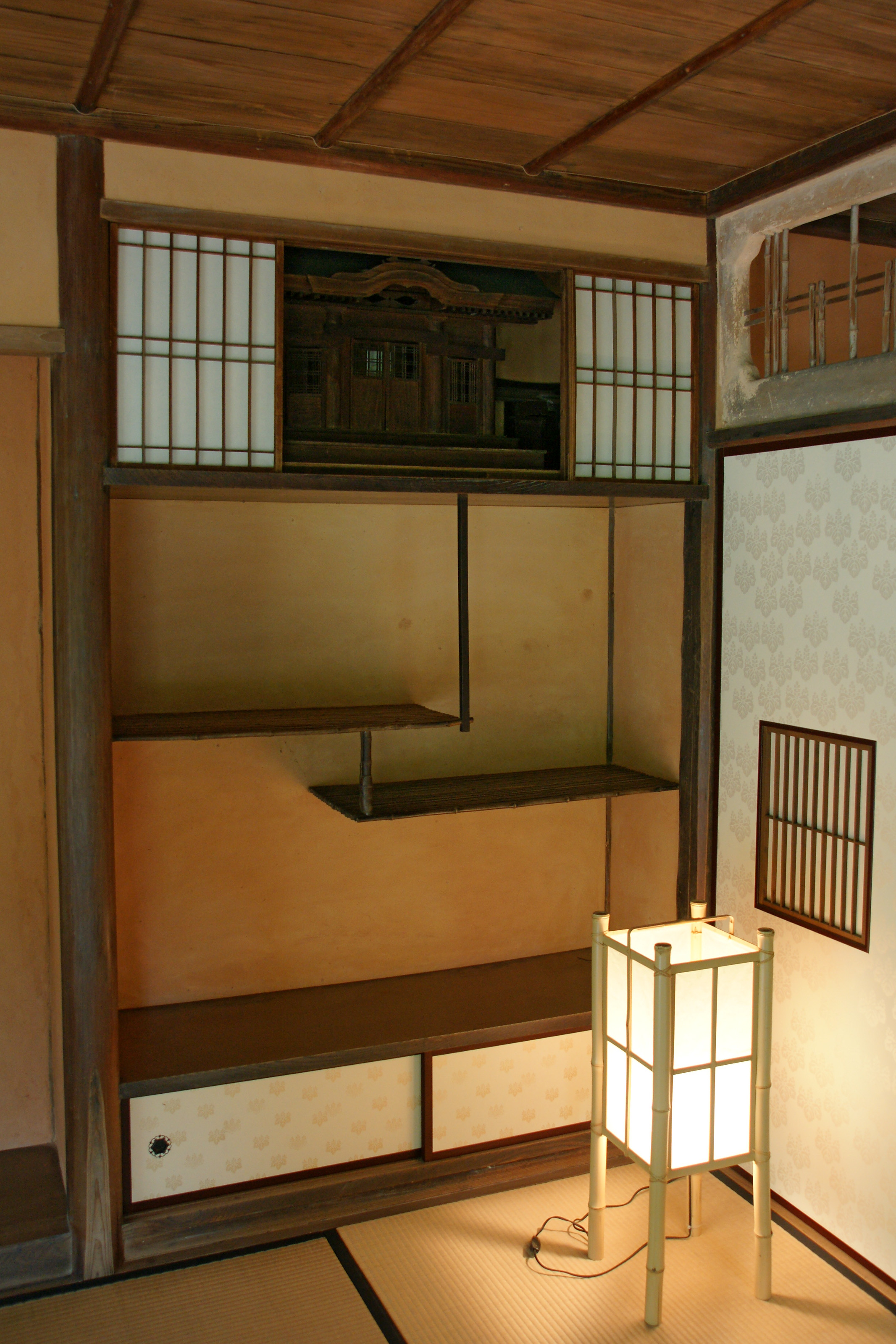
전기식 행등.

행등(일본어: 行燈 안돈[*])은 조명기구의 하나이다. 운반하는 것, 실내에 두는 것, 벽에 거는 것 등 여러 종류가 있다. 원래는 운반용이었기에 "행등"이라고 한다. 휴대용은 이후 제등에게 그 역할을 넘겨주고, 행등은 설치형이 주류가 되었다.